# Томашанци
Томашанци су насељено место у саставу општине Горјани у Осјечко-барањској жупанији, Република Хрватска.

## Историја
До територијалне реорганизације у Хрватској налазили су се у саставу старе општине Ђаково.

## Становништво
На попису становништва 2011. године, Томашанци су имали 583 становника.

## Попис1991.
На попису становништва 1991. године, насељено место Томашанци је имало 649 становника, следећег националног састава:
| Попис 1991.‍  | Попис 1991.‍  | Попис 1991.‍ | Попис 1991.‍ | Попис 1991.‍ |
| ------------ | ------------ | ----------- | ----------- | ----------- |
|              |              |             |             |             |
| Хрвати       | Хрвати       |             | 568         | 87,51%      |
| Срби         | Срби         |             | 38          | 5,85%       |
| Југословени  | Југословени  |             | 20          | 3,08%       |
| Грци         | Грци         |             | 2           | 0,30%       |
| Словаци      | Словаци      |             | 2           | 0,30%       |
| Мађари       | Мађари       |             | 1           | 0,15%       |
| неопредељени | неопредељени |             | 2           | 0,30%       |
| регион. опр. | регион. опр. |             | 3           | 0,46%       |
| непознато    | непознато    |             | 13          | 2,00%       |
| укупно: 649  |              |             |             |             |